# Споменици на Магарчевом брегу
Споменици на Магарчевом брегу, у оквиру гробља, обележавају место где је сахрањено 18 ратника и жртава из Првог светског рата и 47 бораца Другог светског рата. Споменици представљају непокретно културно добро као споменик културе.
По почетку Првог светског рата, у Срему, па тако и Карловцима, почињу хапшења, прогањања и убијања Срба. Најпре су отпремани у затворе Петроварадинске тврђаве, а касније у тврђаву и казамат Арад. Карловци су имали доста добровољаца у српској војсци, од којих су шесторица погинула. На гробљу је сахрањено 18 ратника у једном низу, са центалним спомеником на којем су уклесана имена сахрањених са редним бројем. Док су појединачни споменици лево и десно обележени само крстом и редним бројем.
У продужетку овог дела, сахрањено је 47 бораца, очигледно, у једној гробници, која је означена једним спомеником. Споменик је подигнут од стране СУБНОР-а Сремских Карловаца 4. јула 1956. године.